# Blatnice (okres Plzeň-sever)
Blatnice (německy Blatnitz) je obec v okrese Plzeň-sever v Plzeňském kraji. Nachází se šestnáct kilometrů západně od Plzně. Žije v ní 905 obyvatel. Vždy 8. týden po velikonočních svátcích se v Blatnici koná tradiční pouť.

## Název
Název je odvozen z českého slova bláto.

## Historie
První písemná zmínka o vesnici pochází z roku 1379.
V letech 1938 až 1945 byla Blatnice v důsledku uzavření přičleněn k nacistickému Německu.

## Obyvatelstvo
| Rok            | 1869 | 1880 | 1890 | 1900  | 1910 | 1921 | 1930  | 1950 | 1961 | 1970 | 1980 | 1991 | 2001 | 2011 | 2021 |
| -------------- | ---- | ---- | ---- | ----- | ---- | ---- | ----- | ---- | ---- | ---- | ---- | ---- | ---- | ---- | ---- |
| Počet obyvatel | 262  | 725  | 933  | 1 019 | 948  | 937  | 1 052 | 822  | 896  | 807  | 749  | 665  | 691  | 780  | 925  |
| Počet domů     | 34   | 58   | 77   | 82    | 89   | 91   | 143   | 187  | 200  | 202  | 205  | 227  | 233  | 262  | 306  |

## Obecní správa
Od 1. července 1980 do 23. listopadu 1990 k obci patřily Kbelany a Rochlov.

### Obecní symboly
Znak a vlajka byly obci uděleny rozhodnutím předsedkyně Poslanecké sněmovny Parlamentu České republiky dne 18. května 2012.

## Pamětihodnosti
- Kostel Nejsvětější Trojice

## Osobnosti
- Werner Krieglstein (* 1941), profesor, filosof, autor a herec

## Další fotografie

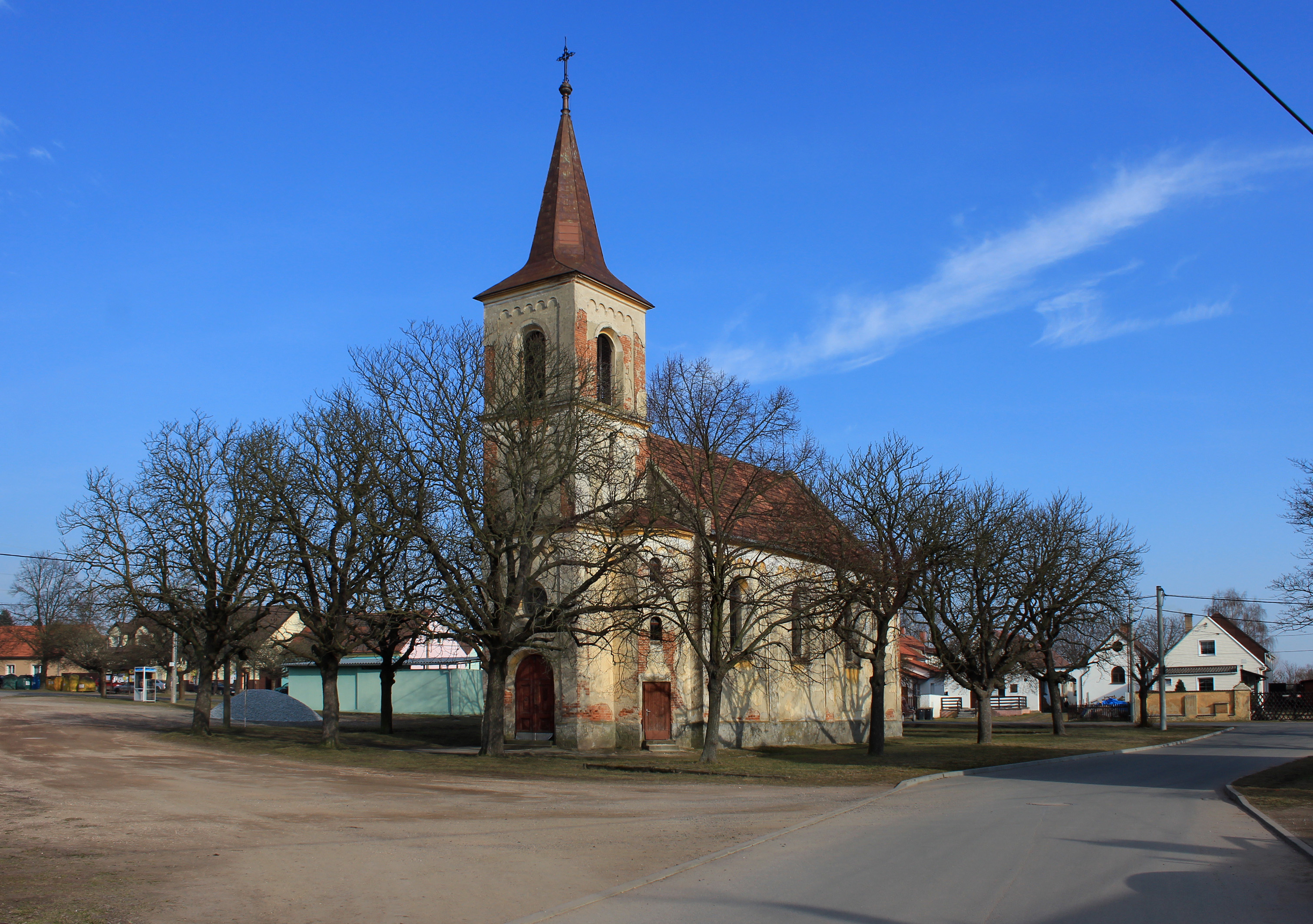
Kostel Nejsvětější trojice
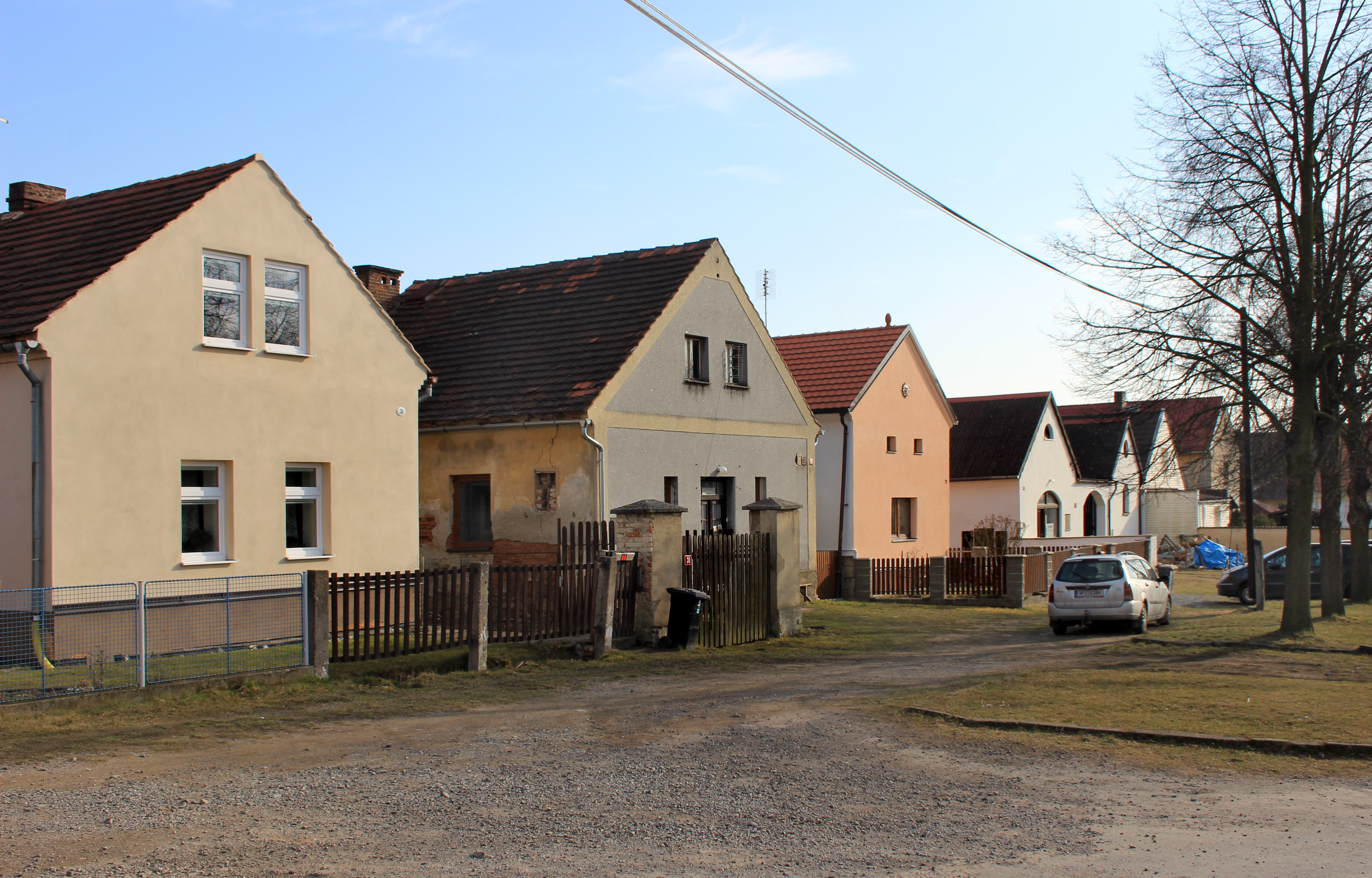
Jižní část náměstí
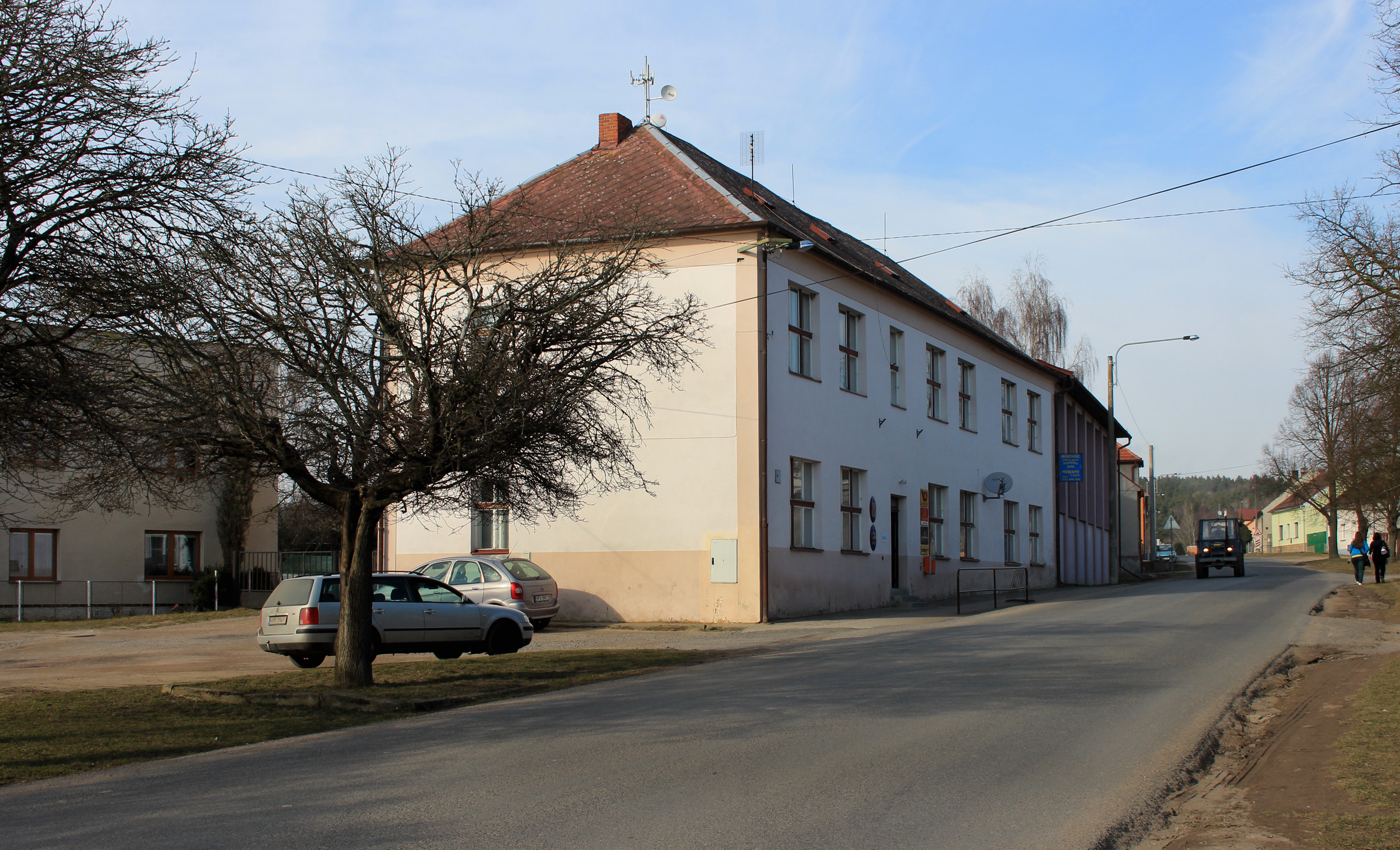
Obecní úřad
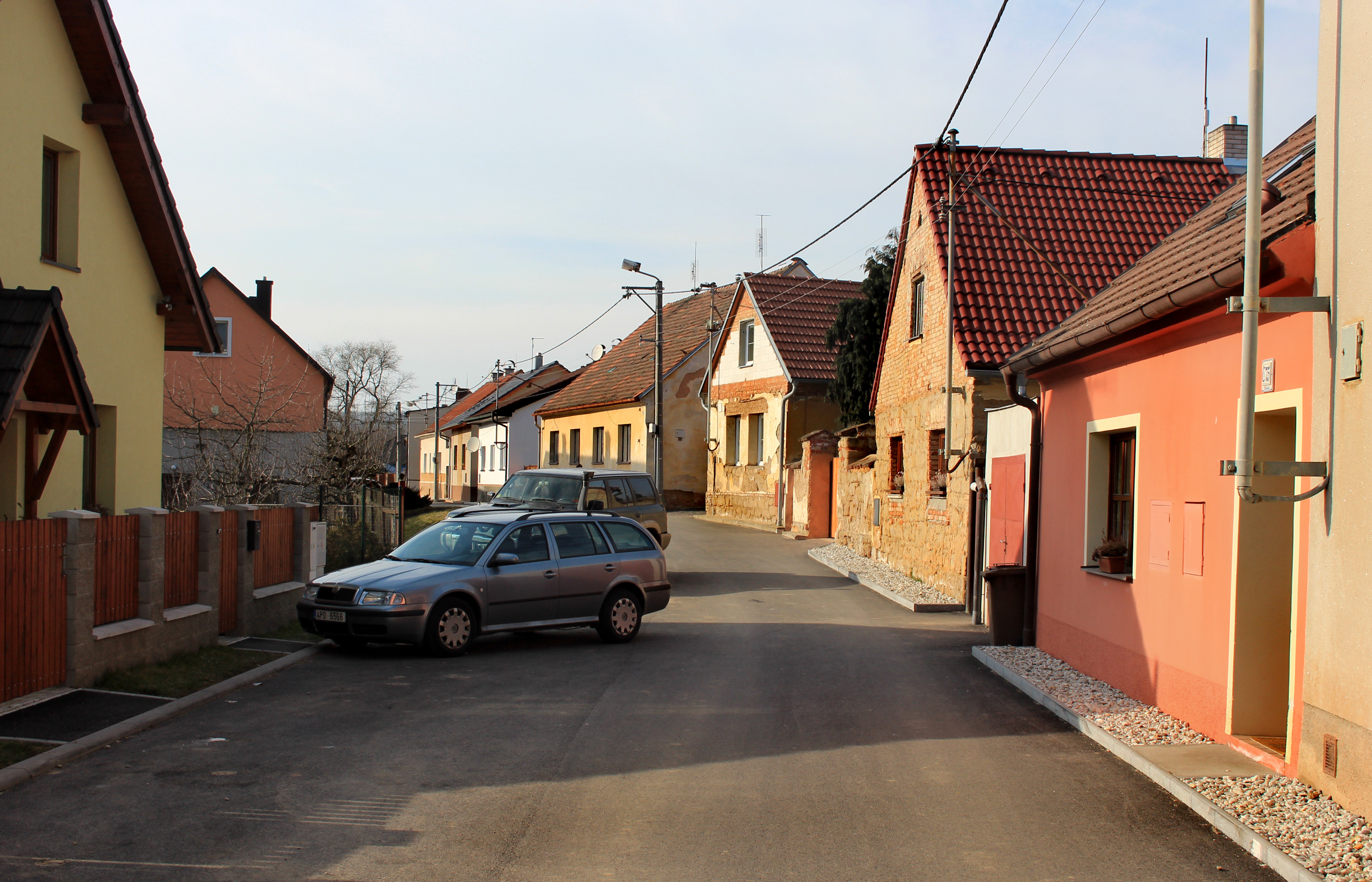
Postranní ulice
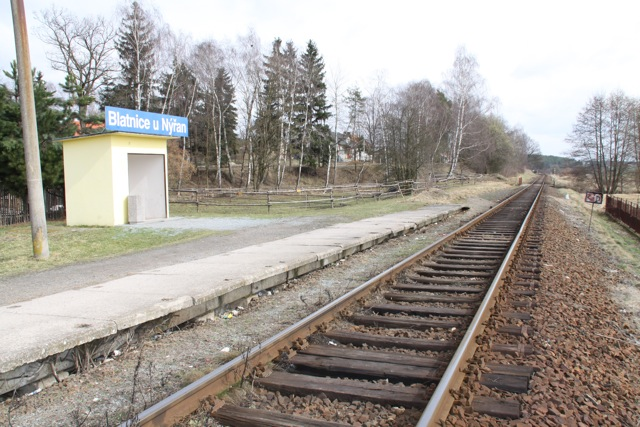
Železniční zastávka